# Alphonsea
Alphonsea, biljni rod drveća i grmova iz porodice Annonaceae smješten u tribus Miliuseae. Postoji tridesetak vrsta iz južne Kine i tropske Azije

## Vrste
1. Alphonsea boniana Finet & Gagnep.
2. Alphonsea borneensis I.M.Turner
3. Alphonsea curtisii King
4. Alphonsea cylindrica King
5. Alphonsea elliptica Hook.f. & Thomson
6. Alphonsea gaudichaudiana (Baill.) Finet & Gagnep.
7. Alphonsea glandulosa Y.H.Tan & B.Xue
8. Alphonsea hainanensis Merr. & Chun
9. Alphonsea havilandii P.J.A.Kessler
10. Alphonsea hortensis H.Huber
11. Alphonsea isthmicola I.M.Turner & Utteridge
12. Alphonsea javanica Scheff.
13. Alphonsea johorensis J.Sinclair
14. Alphonsea keithii Ridl.
15. Alphonsea kinabaluensis J.Sinclair
16. Alphonsea kingii J.Sinclair
17. Alphonsea lucida King
18. Alphonsea lutea (Roxb.) Hook.f. & Thomson
19. Alphonsea maingayi Hook.f. & Thomson
20. Alphonsea malayana P.J.A.Kessler
21. Alphonsea mollis Dunn
22. Alphonsea monogyna Merr. & Chun
23. Alphonsea orthopetala H.Okada
24. Alphonsea ovata (Scheff.) J.Sinclair
25. Alphonsea papuasica Diels
26. Alphonsea philastreana (Pierre) Pierre ex Finet & Gagnep.
27. Alphonsea rugosa I.M.Turner & Utteridge
28. Alphonsea siamensis P.J.A.Kessler
29. Alphonsea sonlaensis Bân
30. Alphonsea squamosa Finet & Gagnep.
31. Alphonsea stenogyna (Diels) J.Sinclair
32. Alphonsea tonquinensis Aug.DC.
33. Alphonsea tsangyanensis P.T.Li
34. Alphonsea ventricosa (Roxb.) Hook.f. & Thomson
35. Alphonsea zeylanica Hook.f. & Thomson